# Virginia Slims of Newport 1985
Virginia Slims of Newport 1985 — жіночий тенісний турнір, що проходив на відкритих трав'яних кортах Міжнародної тенісної зали слави в Ньюпорті (США). Належав до Світової чемпіонської серії Вірджинії Слімс 1985. Відбувсь усьому і тривав з 15 липня до 21 липня 1985 року. Перша сіяна Кріс Еверт-Ллойд здобула титул в одиночному розряді, свій другий на цих змаганнях після 1974 року.

## Фінальна частина

### Одиночний розряд
Кріс Еверт-Ллойд —  Пем Шрайвер 6–4, 6–1
- Для Еверт-Ллойд це був 6-й титул в одиночному розряді за сезон і 138-й — за кар'єру.

### Парний розряд
Кріс Еверт-Ллойд /  Венді Тернбулл —  Пем Шрайвер /  Елізабет Смайлі 6–4, 7–6